# Kūh-e Mobārak
Kūh-e Mobārak (persiska: سنگاری مچ, كوه مبارك, Sangārī Mach) är en ort i Iran.   Den ligger i provinsen Hormozgan, i den sydöstra delen av landet, 1 200 km söder om huvudstaden Teheran. Kūh-e Mobārak ligger 6 meter över havet och antalet invånare är 205.
Terrängen runt Kūh-e Mobārak är platt. Havet är nära Kūh-e Mobārak åt sydväst. Närmaste större samhälle är Banjī Meskī, 9,4 km norr om Kūh-e Mobārak. 